# Darvoy
Darvoy ist eine französische Gemeinde mit 1.905 Einwohnern (Stand: 1. Januar 2022) im Département Loiret in der Region Centre-Val de Loire. Sie gehört zum Arrondissement Orléans und ist Teil des Kantons Châteauneuf-sur-Loire.

## Geographie
Darvoy liegt in der Landschaft Sologne etwa 15 Kilometer ostsüdöstlich von Orléans im Loiretal. Umgeben wird Darvoy von den Nachbargemeinden Jargeau im Norden und Osten, Férolles im Süden und Südosten sowie Sandillon im Westen.

## Bevölkerungsentwicklung
| Jahr                       | 1962 | 1968 | 1975 | 1982 | 1990 | 1999 | 2006 | 2018 |
| Einwohner                  | 730  | 853  | 987  | 1476 | 1694 | 1731 | 1834 | 1857 |
| Quellen: Cassini und INSEE |      |      |      |      |      |      |      |      |

## Sehenswürdigkeiten

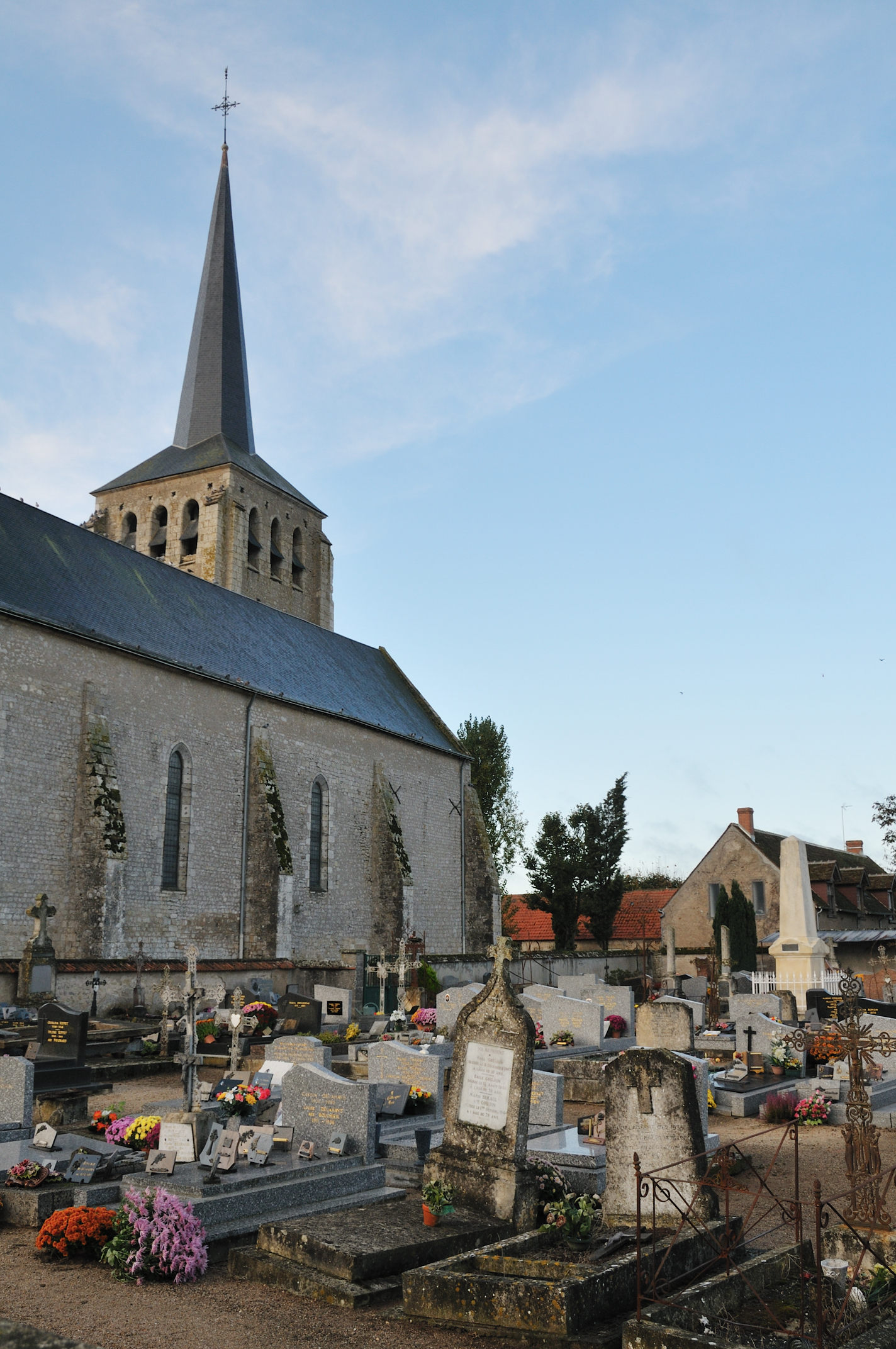
Kirche Saint-André

- Kirche Saint-André aus dem 12. Jahrhundert
- Darvoy befindet sich innerhalb des Areals des Welterbes Val de Loire. Mit diesem und dem Natura-2000-Reservat im Deichbereich findet sich hier ein Rückzugsgebiet zahlreicher Tierarten.

## Persönlichkeiten
- François Pierre Chauvel (1768–1838), General der Infanterie